# M-84D
М-84D — основний бойовий танк третього покоління Збройних сил Республіки Хорватії.

## Загальний опис
Цей варіант відображає втілений у життя проєкт первісно югославського бойового танка М-84, приведений до хорватського стандарту M-84D, оснащеного новим двигуном у 1200 к.с. (895 кВт) та новою бронею RRAK ERA. М-84D обладнаний постом керування вогнем з дистанційним контролем «Рафаель-Самсон» і новим балістичним обчислювачем Omega (цифровий балістичний обчислювач Fotona словенського виробництва). М-84D має електричний купол, який надає танку спроможності вести вогонь по декількох цілях у швидкій послідовності, нова захисна кабіна SDZ забезпечує захист екіпажу від біологічних, хімічних та ядерних ударів.
Здатність до нічного бачення танка М-84D забезпечується передовими тепловими датчиками зображення і камерами, що надають танкові нічної боєздатності, а також спроможності бачити крізь туман, в тіні і під час бурі чи грози, тобто в умовах значно обмеженої видимості. Танки оснащені новітнім комплектом зв'язку Racal Communication Suite, який тепер входить в стандартну комплектацію на всіх нових танках M84D і M84A4. Моделі M-84A4 і M-84D мають дальність дії 700 км та максимальну швидкість 65 км/год. Різні поліпшення і новий автоматичний завантажувач збільшили ефективність на 15 %, що значить 9 снарядів на хвилину замість восьми снарядів за хвилину.
М-84D це друга версія оновлених танків. Він також ланцюги на задній частині для захисту двигуна та броню SLATE навколо боєприпасів, щоб перешкодити влученню в нього ПТКР або снаряда. М-84D дістав кілька додаткових оновлень, башті було додано кошик, щоб забезпечити додатковий простір для додаткових боєприпасів та надати броні підвищеного захисту. М-84D також буде вирізняти наявність детектора лазерного випромінювання LIRD-4B, попереджувального пристрою та протитанкових ракет LAHAT.

## Різниця між М-95 Degman і М-84D
М-84D є прямим наступником М-84a4, тоді як М-95 Degman це прямий наступник проєкту під кодовою назвою М-91 Vihor (який мав тільки 1 прототип). Є також невеликі відмінності в конструкції башти. М-95 оснащений новими траками німецької фірми Діль, яка також випускає траки і для німецького танка Леопард-2.

## Потенційні замовники
- Хорватія: хорватська армія володіє 84-а машинами, до 2012 року 78 танків M-84A4 підлягає оновленню до стандарту M84D. Плани придбання в майбутньому відсутні.
- Кувейт: 149, Кувейтська армія планувала модернізацію кувейтських танків M84AB до стандарту М-84D, але з 2007 року цю угоду було зупинено.[1]
- Ірак: 2000 — Ірак планує модернізувати 2000 своїх Т-72 до рівня M-84D або до стандартів польських і чеських конкурентів цієї хорватської розробки.[2]